# Diaspora indienne
Parmi les grands mouvements migratoires de la diaspora indienne, on retrouve l'épisode de l'engagisme, qui fait suite à l'abolition de l'esclavage.
En effet, cette « dispersion » des populations d'origine indienne suivit le cadre du coolie trade, qui plaçait la main-d'œuvre indienne dans les pays dominés par les économies coloniales, intégrées dans la taylorisation internationale.
Cette diaspora a connu des configurations les plus diverses donnant, par exemple, la coolitude, qui est une mise en relation des Indes (mosaïque de peuples, langues, cultures et religions) avec d'autres imaginaires.
Cette diaspora, une des plus étendues au monde, compte une vingtaine de millions de personnes d'origine indienne, que l'on regroupe peu à peu dans le GOPIO (en), acronyme pour Groupment Of People of Indian Origin (Groupement des Personnes d'Origine Indienne).

## Histoire
Dans l'Antiquité, on compte des mouvements de population de militaires, de commerçants et de missionnaires hindous, qui installent des temples et des communautés religieuses dans le Sud-Est de l'Asie. Entre la fin du XIXe et le début du XXe siècle, la migration d'Indiens concerne surtout les castes supérieures, comme des commerçants ou des employés engagés comme auxiliaires de l'Empire britannique. Ils se rendent principalement en Afrique du Sud, en Birmanie, en Malaisie et aux îles Fidji. Après les abolitions occidentales de l'esclavage au XIXe siècle, des milliers d'Indiens remplacent les esclaves noirs émancipés, à l’île Maurice, à La Réunion, en Martinique[incompréhensible], dans les Antilles anglaises et françaises, au Guyana et sur la côte est-africaine. Après l'indépendance indienne de 1947 et la création du Pakistan, beaucoup d'hindous vont vivre dans les anciennes métropoles coloniales. Dans les années 1970, de nombreux d'Indiens vont travailler dans les pays du Golfe persique, attirés par la demande de main-d'œuvre consécutive à l'essor de l'industrie pétrolière. Dans les années 2000, on compte plutôt une migration d'intellectuels indiens, urbains surqualifiés ne trouvant pas d'emplois en Asie, à destination des États-Unis, du Canada, de l'Australie et du Royaume-Uni. En un siècle et demi, on estime à 20 millions le nombre d'Indiens qui ont migré, leur enracinement dans les pays d'accueil se traduisant de nos jours par la construction de temples.

## Répartition de la diaspora indienne
Les effectifs sont donnés par le gouvernement indien, actualisés en 2012. Ils comportent trois catégories:
- les personnes expatriées possédant un passeport indien
- les personnes ayant au moins un aïeul indien remontant à la quatrième génération
- les apatrides

Ne figurent pas dans cette liste les descendants d'indiens au Pakistan et au Bangladesh qui formaient un même ensemble politique jusqu'en 1947.
| Pays                                | Effectif  |
| ----------------------------------- | --------- |
| États-Unis                          | 2 245 239 |
| Malaisie                            | 2 050 000 |
| Arabie saoudite                     | 1 789 000 |
| Émirats arabes unis                 | 1 750 000 |
| Sri Lanka                           | 1 601 600 |
| Royaume-Uni                         | 1 500 000 |
| Afrique du Sud                      | 1 218 000 |
| Canada                              | 1 000 000 |
| Maurice                             | 882 220   |
| Oman                                | 718 642   |
| Île de la Réunion[incompréhensible] | 250 000   |
| Madagascar                          | 25 000    |